# Vasil Radoslavov
Vasil Hristov Radoslavov (in bulgaro Васил Христов Радославов?; Loveč, 27 luglio 1854 – Berlino, 21 ottobre 1929) è stato un politico bulgaro e primo ministro del Regno di Bulgaria per due differenti mandati. Fu primo ministro del proprio paese durante la maggior parte della prima guerra mondiale.
Nato a Loveč, Radoslavov studiò giurisprudenza all'Università di Heidelberg e divenne in seguito un sostenitore della Germania. Fece il suo ingresso in politica nel 1884 quando fu nominato ministro della giustizia nel governo di Petko Karavelov, mantenendo questa posizione anche durante il governo dell'arcivescovo Kliment Tărnovski. Succedette a Karavelov come primo ministro il 28 agosto 1886, un breve governo (fino al 10 luglio 1887) segnato dalla corruzione ed infine da una scissione del partito liberale, con la formazione del Partito liberale Radoslavov nel 1887, come raggruppamento per i liberali di destra. Radoslavov si fece notare per il forte sostegno all'amicizia con l'impero austro-ungarico.
Ritornò al governo nel 1899 come ministro degli interni nel governo di Todor Ivančov, anche se dopo questo incarico rimase estromesso da ogni incarico fino al 17 luglio 1913, quando ricoprì di nuovo la carica di primo ministro. La sua retorica anti-russa impressionò lo zar Ferdinando che lavorò a stretto contatto con Radoslavov per modellare la politica estera. Si assicurò un forte prestito dalla Germania e dall'Austria-Ungheria nel luglio 1914 ma riuscì anche a procrastinare l'entrata in guerra della Bulgaria. La sua popolarità cominciò a scendere dopo che la Bulgaria entrò ufficialmente in guerra, con capitali e risorse assorbiti direttamente dagli sforzi di guerra.
Come primo ministro supervisionò l'occupazione della Dobrugia nel 1916 con l'aiuto del generale tedesco August von Mackensen, anche se questa mossa gli alienò alcuni dei sostegni tedeschi, che desideravano dei territori per sé. Il suo governo rimase in carica fino al giugno 1918, quando fu richiamato il moderato Aleksandăr Malinov nella speranza di un accordo di pace più favorevole, mentre Radoslavov venne incolpato del fallimento della Bulgaria nell'acquistare il pieno controllo della Dobrugia settentrionale nel trattato di Bucarest (la regione era stata posta sotto amministrazione congiunta bulgara-tedesca-austriaca). A questo punto il governo di Radoslavov divenne sinonimo di corruzione e asservimento alla Germania.
Radoslavov lasciò la Bulgaria dopo la guerra, andando in esilio in Germania. Nel 1922 il governo di Aleksandăr Stambolijski lo condannò a morte in contumacia per il suo ruolo nella sconfitta. La pena gli venne condonata nel 1929, lo stesso anno in cui morì durante il suo esilio a Berlino il 21 ottobre. Il 3 novembre venne seppellito a Sofia.